# FC Volendam in het seizoen 2019/20
Het seizoen 2019/20 van FC Volendam is het 65e seizoen van de Nederlandse betaaldvoetbalclub. De club speelt door het mislopen van het kampioenschap en play-offs opnieuw in de Eerste divisie. 
Tevens doet het team mee aan de KNVB Beker.
Vanwege de COVID-19-pandemie maakte premier Mark Rutte op 21 april bekend dat vergunningsplichtige evenementen tot 1 september verboden zijn. Dit betekende dat voetbalwedstrijden ook niet waren toegestaan, met als gevolg het einde van het Eerste divisie-seizoen 2019-2020. Als gevolg hiervan besloot de KNVB op 24 april om de huidige stand te behouden, maar geen kampioen aan te wijzen. Hierdoor sloot Volendam het seizoen af op een derde plaats.

## Selectie en staf

### Selectie 2019-2020
| Keepers               |                     |            |                                 |
| Nordin Bakker         | Nederland           | 31-10-1997 | Fortuna Wormerveer (2017−2018)  |
| Barry Lauwers *1      | Nederland           | 29-11-1999 | Jeugdopleiding                  |
| Mitchel Michaelis     | Nederland           | 01-07-1993 | OFC (2015−2016)                 |
| Joey Roggeveen        | Nederland           | 20-03-1998 | Jong AZ (2018−2019)             |
| Verdedigers           |                     |            |                                 |
| Mohamed Betti         | Nederland           | 19-03-1997 | Jeugdopleiding                  |
| Mike Eerdhuijzen      | Nederland           | 13-07-2000 | Jeugdopleiding                  |
| Noah Fadiga           | België              | 03-12-1999 | Club Brugge (2018-2019)         |
| Kevin van Gasteren *1 | Nederland           | 01-03-1999 | Jeugdopleiding                  |
| Gijs Smal             | Nederland           | 31-08-1997 | Jeugdopleiding                  |
| Marco Tol             | Nederland           | 25-04-1998 | Jeugdopleiding                  |
| Micky van de Ven *1   | Nederland           | 19-04-2001 | Jeugdopleiding                  |
| Middenvelders         |                     |            |                                 |
| Francesco Antonucci   | België / Italië     | 20-06-1999 | AS Monaco (2017−2019)           |
| Boy Deul              | Nederland / Curaçao | 30-08-1987 | Paphos FC (2017−2018)           |
| Alex Plat             | Nederland           | 04-02-1998 | Jeugdopleiding                  |
| Nick Runderkamp       | Nederland           | 06-08-1996 | Jeugdopleiding                  |
| Samir Ben Sallam      | Nederland / Marokko | 03-06-2001 | Jong FC Utrecht (2018-2019)     |
| Max Veerman *1        | Nederland           | 15-01-1999 | Jeugdopleiding                  |
| Kevin Visser ()       | Nederland           | 19-07-1988 | Helmond Sport (2013−2016)       |
| Gerry Vlak            | Nederland           | 25-03-1996 | Jeugdopleiding                  |
| Jari Vlak             | Nederland           | 15-08-1998 | Jeugdopleiding                  |
| Aanvallers            |                     |            |                                 |
| Zakaria El Azzouzi    | Nederland / Marokko | 07-05-1996 | FC Emmen (2018-2019)            |
| Nick Doodeman         | Nederland           | 22-10-1996 | Jong AZ (2016-2017)             |
| Jelle Duin            | Nederland           | 27-01-1999 | Jong AZ (2018-2019)             |
| Ibrahim El Kadiri     | Nederland / Marokko | 23-01-2002 | FC Utrecht Academie (2018-2019) |
| Darius Johnson        | Engeland            | 15-03-2000 | Rising Ballers (2018-2019)      |
| Martijn Kaars         | Nederland           | 05-03-1999 | Jong Ajax (2017-2018)           |
| Leon Maloney          | Engeland            | 13-05-2001 | Portsmouth FC (2019-2020)       |
| Derry John Murkin     | Engeland            | 27-07-1999 | Jeugdopleiding                  |
| Mink Peeters          | Nederland           | 28-05-1998 | FK Čukarički (2019-2020)        |
| Roy Tol *1            | Nederland           | 11-07-1998 | Jeugdopleiding                  |

*1 Betreft een speler van Jong FC Volendam die bij minimaal één wedstrijd tot de wedstrijdselectie behoorde.

 = Aanvoerder

### Staf
| Wim Jonk           | trainer                            |
| Sipke Hulshoff     | assistent-trainer                  |
| Edwin Zoetebier    | keeperstrainer                     |
| Frank Tuijp        | fysiotherapeut / performance coach |
| Michel Hordijk     | trainer individueel                |
| Björn van der Gaag | fysiotherapeut                     |
| Paul Lemstra       | fysiotherapeut                     |
| Gerald Röben       | fysiotherapeut                     |
| Hans Bakker        | teammanager                        |

## Transfers

### Zomer
| Naam                   | Nationaliteit       | Van/naar              | Mutatietype    |
| ---------------------- | ------------------- | --------------------- | -------------- |
| Inkomend               |                     |                       |                |
| Francesco Antonucci    | België / Italië     | AS Monaco             | Gehuurd        |
| Zakaria El Azzouzi     | Nederland / Marokko | FC Emmen              | Transfervrij   |
| Jelle Duin             | Nederland           | Jong AZ               | Gehuurd        |
| Noah Fadiga            | België              | Club Brugge           | Gehuurd        |
| Ibrahim El Kadiri      | Nederland / Marokko | FC Utrecht Academie   | Transfervrij   |
| Darius Johnson         | Engeland            | Rising Ballers        | Transfervrij   |
| Joey Roggeveen         | Nederland           | Jong AZ               | Transfervrij   |
| Samir Ben Sallam       | Nederland / Marokko | Jong FC Utrecht       | Transfervrij   |
| Youssef Blel           | Nederland           |                       | Jeugdopleiding |
| Mike Eerdhuijzen       | Nederland           |                       | Jeugdopleiding |
| Kevin van Gasteren     | Nederland           |                       | Jeugdopleiding |
| Barry Lauwers          | Nederland           |                       | Jeugdopleiding |
| Brian Plat             | Nederland           |                       | Jeugdopleiding |
| Micky van de Ven       | Nederland           |                       | Jeugdopleiding |
| Max Veerman            | Nederland           |                       | Jeugdopleiding |
| Uitgaand               |                     |                       |                |
| Rodney Antwi           | Nederland / Ghana   | FK Tsarsko Selo Sofia | Einde contract |
| Anthony Berenstein     | Nederland           | Telstar               | Einde contract |
| Ties Evers             | Nederland           | VVSB                  | Einde contract |
| Paul Kok               | Nederland           | Koninklijke HFC       | Einde contract |
| Dani van der Moot      | Nederland           | Rijnsburgse Boys      | Einde contract |
| Kelvin Oxfoort         | Nederland           | Odin'59               | Einde contract |
| Cas Peters             | Nederland           | Top Oss               | Transfer       |
| Erik Schouten          | Nederland           | Cambuur Leeuwarden    | Einde contract |
| Robin Schouten         | Nederland           | NAC                   | Einde huur     |
| Jordi van Stappershoef | Nederland           | Bristol Rovers FC     | Einde contract |
| Joey Veerman           | Nederland           | SC Heerenveen         | Transfer       |

### Winter
| Naam         | Nationaliteit | Van/naar      | Mutatietype  |
| ------------ | ------------- | ------------- | ------------ |
| Inkomend     |               |               |              |
| Leon Maloney | Engeland      | Portsmouth FC | Transfer     |
| Mink Peeters | Nederland     | FK Čukarički  | Transfervrij |
| Uitgaand     |               |               |              |
| Darryl Bäly  | Nederland     | Telstar       | Verhuurd     |
|              |               |               |              |

## Eerste divisie

### Wedstrijden

##### Reguliere competitie
| Wedstrijddetails                                                          | Thuisploeg                                                                           | Uitslag                 | Uitploeg                                                                 | Opstelling | Kaarten                                        |
| ------------------------------------------------------------------------- | ------------------------------------------------------------------------------------ | ----------------------- | ------------------------------------------------------------------------ | --- | ---------------------------------------------- |
| Speelronde 1 9 augustus 2019 20:00 SolarUnie Stadion Helmond              | Helmond Sport                                                                        | 1-1                     | FC Volendam                                                              | Nordin Bakkerr Mohamed Betti (67' Noah Fadiga), Marco Tol, Mike Eerdhuijzen, Gijs Smal Joey Veerman, Kevin Visser, Alex Plat (67' Nick Doodeman) Derry John Murkin, Zakaria El Azzouzi, Martijn Kaars (78' Jari Vlak)        | 53' Marco Tol                                  |
| Speelronde 1 9 augustus 2019 20:00 SolarUnie Stadion Helmond              | 50' Dean Koolhof                                                                     | 1-0 1-1                 | 81' Jari Vlak                                                            | Nordin Bakkerr Mohamed Betti (67' Noah Fadiga), Marco Tol, Mike Eerdhuijzen, Gijs Smal Joey Veerman, Kevin Visser, Alex Plat (67' Nick Doodeman) Derry John Murkin, Zakaria El Azzouzi, Martijn Kaars (78' Jari Vlak)        | 53' Marco Tol                                  |
| Speelronde 2 16 augustus 2019 20:00 Kras Stadion Volendam                 | FC Volendam                                                                          | 4-0                     | Roda JC                                                                  | Nordin Bakker Noah Fadiga (50' Mohamed Betti), Marco Tol, Mike Eerdhuijzen, Gijs Smal Alex Plat, Jari Vlak, Joey Veerman Nick Doodeman, Zakaria El Azzouzi (82' Nick Runderkamp), Derry John Murkin (68' Martijn Kaars)      | 29' Jari Vlak                                  |
| Speelronde 2 16 augustus 2019 20:00 Kras Stadion Volendam                 | 19' Zakaria El Azzouzi 40' Jari Vlak 45' Nick Doodeman 90'+2 Martijn Kaars           | 1-0 2-0 3-0 4-0         |                                                                          | Nordin Bakker Noah Fadiga (50' Mohamed Betti), Marco Tol, Mike Eerdhuijzen, Gijs Smal Alex Plat, Jari Vlak, Joey Veerman Nick Doodeman, Zakaria El Azzouzi (82' Nick Runderkamp), Derry John Murkin (68' Martijn Kaars)      | 29' Jari Vlak                                  |
| Speelronde 3 23 augustus 2019 20:00 De Vijverberg Doetinchem              | De Graafschap                                                                        | 3-0                     | FC Volendam                                                              | Nordin Bakker Noah Fadiga, Marco Tol, Mike Eerdhuijzen (76' Kevin Visser, Gijs Smal Alex Plat, Jari Vlak, Joey Veerman Nick Doodeman (79' Darius Johnson), Zakaria El Azzouzi , Derry John Murkin (64' Martijn Kaars)        | 29' Zakaria El Azzouzi                         |
| Speelronde 3 23 augustus 2019 20:00 De Vijverberg Doetinchem              | 18' Stef Nijland 72' Ralf Seuntjens 75' Mohamed Hamdaoui                             | 1-0 2-0 3-0             |                                                                          | Nordin Bakker Noah Fadiga, Marco Tol, Mike Eerdhuijzen (76' Kevin Visser, Gijs Smal Alex Plat, Jari Vlak, Joey Veerman Nick Doodeman (79' Darius Johnson), Zakaria El Azzouzi , Derry John Murkin (64' Martijn Kaars)        | 29' Zakaria El Azzouzi                         |
| Speelronde 4 30 augustus 2019 20:00 Kras Stadion Volendam                 | FC Volendam                                                                          | 2-1                     | NAC                                                                      | Nordin Bakker Noah Fadiga, Marco Tol, Mike Eerdhuijzen, Gijs Smal Alex Plat (74' Nick Runderkamp), Kevin Visser, Jari Vlak (70' Martijn Kaars) Nick Doodeman, Zakaria El Azzouzi , Derry John Murkin (63' Darius Johnson)    |                                                |
| Speelronde 4 30 augustus 2019 20:00 Kras Stadion Volendam                 | 89' Martijn Kaars 90'+2 Gijs Smal                                                    | 0-1 1-1 2-1             | 64' Finn Stokkers                                                        | Nordin Bakker Noah Fadiga, Marco Tol, Mike Eerdhuijzen, Gijs Smal Alex Plat (74' Nick Runderkamp), Kevin Visser, Jari Vlak (70' Martijn Kaars) Nick Doodeman, Zakaria El Azzouzi , Derry John Murkin (63' Darius Johnson)    |                                                |
| Speelronde 5 8 september 2019 16:45 Yanmar Stadion Almere                 | Almere City FC                                                                       | 1-0                     | FC Volendam                                                              | Nordin Bakker Noah Fadiga, Marco Tol, Mike Eerdhuijzen (60' Martijn Kaars), Gijs Smal Kevin Visser, Alex Plat, Jari Vlak Nick Doodeman, Zakaria El Azzouzi (73' Jelle Duin), Derry John Murkin (60' Darius Johnson)          | 89' Alex Plat                                  |
| Speelronde 5 8 september 2019 16:45 Yanmar Stadion Almere                 | 3' Shayon Harrison                                                                   | 1-0                     |                                                                          | Nordin Bakker Noah Fadiga, Marco Tol, Mike Eerdhuijzen (60' Martijn Kaars), Gijs Smal Kevin Visser, Alex Plat, Jari Vlak Nick Doodeman, Zakaria El Azzouzi (73' Jelle Duin), Derry John Murkin (60' Darius Johnson)          | 89' Alex Plat                                  |
| Speelronde 6 13 september 2019 20:00 Kras Stadion Volendam                | FC Volendam                                                                          | 1-1                     | FC Dordrecht                                                             | Nordin Bakker Noah Fadiga (46' Nick Runderkamp), Marco Tol, Mike Eerdhuijzen, Gijs Smal Kevin Visser, Alex Plat (74' Francesco Antonucci), Jari Vlak Nick Doodeman, Zakaria El Azzouzi (64' Martijn Kaars), Darius Johnson   |                                                |
| Speelronde 6 13 september 2019 20:00 Kras Stadion Volendam                | 29' Darius Johnson                                                                   | 0-1 1-1                 | 13' Fabian de Abreu                                                      | Nordin Bakker Noah Fadiga (46' Nick Runderkamp), Marco Tol, Mike Eerdhuijzen, Gijs Smal Kevin Visser, Alex Plat (74' Francesco Antonucci), Jari Vlak Nick Doodeman, Zakaria El Azzouzi (64' Martijn Kaars), Darius Johnson   |                                                |
| Speelronde 7 20 september 2019 20:00 Rabobank IJmond Stadion IJmuiden     | Telstar                                                                              | 1-2                     | FC Volendam                                                              | Nordin Bakker Noah Fadiga, Marco Tol, Mike Eerdhuijzen, Gijs Smal Kevin Visser (78' Gerry Vlak), Alex Plat, Francesco Antonucci (52' Jari Vlak) Nick Doodeman, Zakaria El Azzouzi, Darius Johnson (65' Jelle Duin)           | 9' Gijs Smal                                   |
| Speelronde 7 20 september 2019 20:00 Rabobank IJmond Stadion IJmuiden     | 90'+3 Rashaan Fernandes                                                              | 0-1 0-2 1-2             | 51' Francesco Antonucci 84' Jelle Duin                                   | Nordin Bakker Noah Fadiga, Marco Tol, Mike Eerdhuijzen, Gijs Smal Kevin Visser (78' Gerry Vlak), Alex Plat, Francesco Antonucci (52' Jari Vlak) Nick Doodeman, Zakaria El Azzouzi, Darius Johnson (65' Jelle Duin)           | 9' Gijs Smal                                   |
| Speelronde 8 27 september 2019 20:00 Kras Stadion Volendam                | FC Volendam                                                                          | 0-4                     | Cambuur Leeuwarden                                                       | Nordin Bakker Noah Fadiga, Marco Tol, Mike Eerdhuijzen, Gijs Smal Kevin Visser, Alex Plat, Francesco Antonucci (46' Martijn Kaars) Nick Doodeman (78' Jelle Duin), Zakaria El Azzouzi, Darius Johnson (24' Jari Vlak)        | 18' Marco Tol 39' Kevin Visser 56' Noah Fadiga |
| Speelronde 8 27 september 2019 20:00 Kras Stadion Volendam                |                                                                                      | 0-1 0-2 0-3 0-4         | 14' Jamie Jacobs 19' Robert Mühren 45'+1 Robert Mühren 72' Robert Mühren | Nordin Bakker Noah Fadiga, Marco Tol, Mike Eerdhuijzen, Gijs Smal Kevin Visser, Alex Plat, Francesco Antonucci (46' Martijn Kaars) Nick Doodeman (78' Jelle Duin), Zakaria El Azzouzi, Darius Johnson (24' Jari Vlak)        | 18' Marco Tol 39' Kevin Visser 56' Noah Fadiga |
| Speelronde 9 4 oktober 2019 20:00 De Herdgang Eindhoven                   | Jong PSV                                                                             | 3-1                     | FC Volendam                                                              | Nordin Bakker Noah Fadiga, Alex Plat, Mike Eerdhuijzen, Gijs Smal (46' Micky van de Ven) Kevin Visser, Jari Vlak (63' Nick Runderkamp), Zakaria El Azzouzi Nick Doodeman, Jelle Duin, Darius Johnson (69' Martijn Kaars)     | 49' Alex Plat 67' Micky van de Ven             |
| Speelronde 9 4 oktober 2019 20:00 De Herdgang Eindhoven                   | 19' Cyril Ngonge 78' Cyril Ngonge 86' Yorbe Vertessen                                | 0-1 1-1 2-1 3-1         | 17' Jelle Duin                                                           | Nordin Bakker Noah Fadiga, Alex Plat, Mike Eerdhuijzen, Gijs Smal (46' Micky van de Ven) Kevin Visser, Jari Vlak (63' Nick Runderkamp), Zakaria El Azzouzi Nick Doodeman, Jelle Duin, Darius Johnson (69' Martijn Kaars)     | 49' Alex Plat 67' Micky van de Ven             |
| Speelronde 10 13 oktober 2019 12:15 Kras Stadion Volendam                 | FC Volendam                                                                          | 1-1                     | FC Den Bosch                                                             | Nordin Bakker Noah Fadiga, Brian Plat, Mike Eerdhuijzen, Gijs Smal Kevin Visser, Gerry Vlak, Nick Runderkamp (56' Jari Vlak) Zakaria El Azzouzi (67' Nick Doodeman), Jelle Duin, Derry John Murkin (76' Martijn Kaars)       | 77' Noah Fadiga                                |
| Speelronde 10 13 oktober 2019 12:15 Kras Stadion Volendam                 | 25' Nick Runderkamp                                                                  | 1-0 1-1                 | 72' Ryan Trotman                                                         | Nordin Bakker Noah Fadiga, Brian Plat, Mike Eerdhuijzen, Gijs Smal Kevin Visser, Gerry Vlak, Nick Runderkamp (56' Jari Vlak) Zakaria El Azzouzi (67' Nick Doodeman), Jelle Duin, Derry John Murkin (76' Martijn Kaars)       | 77' Noah Fadiga                                |
| Speelronde 11 18 oktober 2019 20:00 De Adelaarshorst Deventer             | Go Ahead Eagles                                                                      | 3-0                     | FC Volendam                                                              | Nordin Bakker Mohamed Betti, Marco Tol, Mike Eerdhuijzen (46' Darryl Bäly), Micky van de Ven Jari Vlak, Kevin Visser, Gerry Vlak (67' Francesco Antonucci) Darius Johnson (77' Martijn Kaars), Jelle Duin, Nick Doodeman     | 54' Mohamed Betti                              |
| Speelronde 11 18 oktober 2019 20:00 De Adelaarshorst Deventer             | 24' Elmo Lieftink 47' Maecky Ngombo 51' Martijn Berden                               | 1-0 2-0 3-0             |                                                                          | Nordin Bakker Mohamed Betti, Marco Tol, Mike Eerdhuijzen (46' Darryl Bäly), Micky van de Ven Jari Vlak, Kevin Visser, Gerry Vlak (67' Francesco Antonucci) Darius Johnson (77' Martijn Kaars), Jelle Duin, Nick Doodeman     | 54' Mohamed Betti                              |
| Speelronde 12 25 oktober 2019 20:00 Kras Stadion Volendam                 | FC Volendam                                                                          | 3-2                     | Jong AZ                                                                  | Nordin Bakker Mohamed Betti, Marco Tol (76' Nick Runderkamp), Micky van de Ven, Gijs Smal Jari Vlak, Kevin Visser, Francesco Antonucci Darius Johnson (64' Derry John Murkin), Jelle Duin, Nick Doodeman (69' Martijn Kaars) | 87' Derry John Murkin                          |
| Speelronde 12 25 oktober 2019 20:00 Kras Stadion Volendam                 | 30' Jelle Duin 74' Jari Vlak 76' Gijs Smal                                           | 0-1 1-1 1-2 2-2 3-2     | 24' Ferdy Druijf 63' Zakaria Aboukhlal                                   | Nordin Bakker Mohamed Betti, Marco Tol (76' Nick Runderkamp), Micky van de Ven, Gijs Smal Jari Vlak, Kevin Visser, Francesco Antonucci Darius Johnson (64' Derry John Murkin), Jelle Duin, Nick Doodeman (69' Martijn Kaars) | 87' Derry John Murkin                          |
| Speelronde 13 4 november 2019 20:00 De Toekomst Amsterdam                 | Jong Ajax                                                                            | 1-3                     | FC Volendam                                                              | Nordin Bakker Noah Fadiga (61' Mohamed Betti), Marco Tol, Micky van de Ven, Gijs Smal Jari Vlak (74' Gerry Vlak), Kevin Visser, Francesco Antonucci Martijn Kaars (85' Darius Johnson) , Jelle Duin, Nick Doodeman           |                                                |
| Speelronde 13 4 november 2019 20:00 De Toekomst Amsterdam                 | 73' Ryan Gravenberch                                                                 | 0-1 0-2 1-2 1-3         | 50' Nick Doodeman 59' Marco Tol 90'+2 Francesco Antonucci                | Nordin Bakker Noah Fadiga (61' Mohamed Betti), Marco Tol, Micky van de Ven, Gijs Smal Jari Vlak (74' Gerry Vlak), Kevin Visser, Francesco Antonucci Martijn Kaars (85' Darius Johnson) , Jelle Duin, Nick Doodeman           |                                                |
| Speelronde 14 8 november 2019 20:00 Kras Stadion Volendam                 | FC Volendam                                                                          | 1-0                     | Jong FC Utrecht                                                          | Nordin Bakker Mohamed Betti, Marco Tol, Micky van de Ven, Gijs Smal Jari Vlak (74' Gerry Vlak), Kevin Visser, Francesco Antonucci Martijn Kaars (82' Darius Johnson) , Jelle Duin, Nick Doodeman                             | 80' Kevin Visser                               |
| Speelronde 14 8 november 2019 20:00 Kras Stadion Volendam                 | 56' Martijn Kaars                                                                    | 1-0                     |                                                                          | Nordin Bakker Mohamed Betti, Marco Tol, Micky van de Ven, Gijs Smal Jari Vlak (74' Gerry Vlak), Kevin Visser, Francesco Antonucci Martijn Kaars (82' Darius Johnson) , Jelle Duin, Nick Doodeman                             | 80' Kevin Visser                               |
| Speelronde 15 15 november 2019 20:00 Frans Heesenstadion Oss              | Top Oss                                                                              | 1-2                     | FC Volendam                                                              | Nordin Bakker Mohamed Betti (64' Noah Fadiga), Marco Tol, Micky van de Ven, Gijs Smal Jari Vlak, Kevin Visser, Nick Runderkamp (68' Samir Ben Sallam) Martijn Kaars, Jelle Duin (84' Derry John Murkin), Nick Doodeman       |                                                |
| Speelronde 15 15 november 2019 20:00 Frans Heesenstadion Oss              | 6' Philippe Rommens                                                                  | 1-0 1-1 1-2             | 30' Jelle Duin 34' Martijn Kaars                                         | Nordin Bakker Mohamed Betti (64' Noah Fadiga), Marco Tol, Micky van de Ven, Gijs Smal Jari Vlak, Kevin Visser, Nick Runderkamp (68' Samir Ben Sallam) Martijn Kaars, Jelle Duin (84' Derry John Murkin), Nick Doodeman       |                                                |
| Speelronde 16 22 november 2019 20:00 Van Donge & De Roo Stadion Rotterdam | Excelsior                                                                            | 1-2                     | FC Volendam                                                              | Nordin Bakker Noah Fadiga, Marco Tol, Micky van de Ven, Gijs Smal Jari Vlak (75' Gerry Vlak), Kevin Visser (90' Nick Runderkamp), Alex Plat Martijn Kaars, Derry John Murkin, Nick Doodeman                                  | 38' Noah Fadiga                                |
| Speelronde 16 22 november 2019 20:00 Van Donge & De Roo Stadion Rotterdam | 70' Jeffry Fortes                                                                    | 0-1 0-2 1-2             | 11' Martijn Kaars 32' Derry John Murkin                                  | Nordin Bakker Noah Fadiga, Marco Tol, Micky van de Ven, Gijs Smal Jari Vlak (75' Gerry Vlak), Kevin Visser (90' Nick Runderkamp), Alex Plat Martijn Kaars, Derry John Murkin, Nick Doodeman                                  | 38' Noah Fadiga                                |
| Speelronde 17 29 november 2019 20:00 Kras Stadion Volendam                | FC Volendam                                                                          | 3-1                     | N.E.C.                                                                   | Nordin Bakker Noah Fadiga, Marco Tol (57' Francesco Antonucci), Micky van de Ven, Gijs Smal Jari Vlak, Kevin Visser, Alex Plat Martijn Kaars, Derry John Murkin (76' Ibrahim El Kadiri), Nick Doodeman (84' Brian Plat)      | 78' Noah Fadiga                                |
| Speelronde 17 29 november 2019 20:00 Kras Stadion Volendam                | 15' Kevin Visser 29' Martijn Kaars 90' +3 Ibrahim El Kadiri                          | 1-0 2-0 2-1 3-1         | 47' Jellert Van Landschoot                                               | Nordin Bakker Noah Fadiga, Marco Tol (57' Francesco Antonucci), Micky van de Ven, Gijs Smal Jari Vlak, Kevin Visser, Alex Plat Martijn Kaars, Derry John Murkin (76' Ibrahim El Kadiri), Nick Doodeman (84' Brian Plat)      | 78' Noah Fadiga                                |
| Speelronde 18 6 december 2019 20:00 Jan Louwers Stadion Eindhoven         | FC Eindhoven                                                                         | 1-4                     | FC Volendam                                                              | Nordin Bakker Noah Fadiga, Kevin Visser, Micky van de Ven, Gijs Smal Jari Vlak, Francesco Antonucci, Alex Plat Martijn Kaars (68' Boy Deul), Derry John Murkin (75' Darius Johnson), Nick Doodeman                           |                                                |
| Speelronde 18 6 december 2019 20:00 Jan Louwers Stadion Eindhoven         | 78' Youri Roseboom                                                                   | 0-1 0-2 0-3 0-4 1-4     | 16' Gijs Smal 25' Gijs Smal 53' Nick Doodeman 74' Francesco Antonucci    | Nordin Bakker Noah Fadiga, Kevin Visser, Micky van de Ven, Gijs Smal Jari Vlak, Francesco Antonucci, Alex Plat Martijn Kaars (68' Boy Deul), Derry John Murkin (75' Darius Johnson), Nick Doodeman                           |                                                |
| Speelronde 19 13 december 2019 20:00 Kras Stadion Volendam                | FC Volendam                                                                          | 4-1                     | MVV Maastricht                                                           | Nordin Bakker Noah Fadiga, Kevin Visser, Micky van de Ven, Gijs Smal Jari Vlak (86' Marco Tol), Francesco Antonucci, Alex Plat Martijn Kaars (69' Boy Deul), Derry John Murkin (80' Ibrahim El Kadiri), Nick Doodeman        |                                                |
| Speelronde 19 13 december 2019 20:00 Kras Stadion Volendam                | 35' Noah Fadiga 58' Martijn Kaars 77' Boy Deul 79' Francesco Antonucci               | 0-1 1-1 2-1 3-1 4-1     | 30' Joeri Schroijen                                                      | Nordin Bakker Noah Fadiga, Kevin Visser, Micky van de Ven, Gijs Smal Jari Vlak (86' Marco Tol), Francesco Antonucci, Alex Plat Martijn Kaars (69' Boy Deul), Derry John Murkin (80' Ibrahim El Kadiri), Nick Doodeman        |                                                |
| Speelronde 20 20 december 2019 20:00 Kras Stadion Volendam                | FC Volendam                                                                          | 3-3                     | De Graafschap                                                            | Nordin Bakker Mohamed Betti, Kevin Visser, Micky van de Ven, Gijs Smal Jari Vlak, Francesco Antonucci, Alex Plat Martijn Kaars (69' Boy Deul), Derry John Murkin (80' Ibrahim El Kadiri), Nick Doodeman                      | 91' Alex Plat                                  |
| Speelronde 20 20 december 2019 20:00 Kras Stadion Volendam                | 15' Jari Vlak 29' Derry John Murkin 84' Francesco Antonucci                          | 1-0 1-1 2-1 2-2 2-3 3-3 | 23' Daryl van Mieghem 41' Mohamed Hamdaoui 60' Ralf Seuntjens            | Nordin Bakker Mohamed Betti, Kevin Visser, Micky van de Ven, Gijs Smal Jari Vlak, Francesco Antonucci, Alex Plat Martijn Kaars (69' Boy Deul), Derry John Murkin (80' Ibrahim El Kadiri), Nick Doodeman                      | 91' Alex Plat                                  |
| Speelronde 21 10 januari 2020 20:00 Cambuurstadion Leeuwarden             | Cambuur Leeuwarden                                                                   | 1-2                     | FC Volendam                                                              | Nordin Bakker Mohamed Betti (78' Noah Fadiga), Marco Tol, Micky van de Ven, Gijs Smal Jari Vlak, Francesco Antonucci, Alex Plat Boy Deul, Derry John Murkin (78' Martijn Kaars), Nick Doodeman                               |                                                |
| Speelronde 21 10 januari 2020 20:00 Cambuurstadion Leeuwarden             | 74' Jamie Jacobs                                                                     | 0-1 0-2 1-2             | 7' Francesco Antonucci 50' Derry John Murkin                             | Nordin Bakker Mohamed Betti (78' Noah Fadiga), Marco Tol, Micky van de Ven, Gijs Smal Jari Vlak, Francesco Antonucci, Alex Plat Boy Deul, Derry John Murkin (78' Martijn Kaars), Nick Doodeman                               |                                                |
| Speelronde 22 17 januari 2020 20:00 Kras Stadion Volendam                 | FC Volendam                                                                          | 4-2                     | Jong PSV                                                                 | Nordin Bakker Noah Fadiga (58' Jari Vlak), Marco Tol (70' Ibrahim El Kadiri), Mike Eerdhuijzen (46' Boy Deul), Gijs Smal Kevin Visser, Francesco Antonucci, Alex Plat Martijn Kaars, Derry John Murkin, Nick Doodeman        | 76' Derry John Murkin 80' Jari Vlak            |
| Speelronde 22 17 januari 2020 20:00 Kras Stadion Volendam                 | 14' Francesco Antonucci 66' Gijs Smal 86' Nick Doodeman 92' Martijn Kaars            | 1-0 1-1 1-2 2-2 3-2 4-2 | 43' Richard Ledezma 50' Richard Ledezma                                  | Nordin Bakker Noah Fadiga (58' Jari Vlak), Marco Tol (70' Ibrahim El Kadiri), Mike Eerdhuijzen (46' Boy Deul), Gijs Smal Kevin Visser, Francesco Antonucci, Alex Plat Martijn Kaars, Derry John Murkin, Nick Doodeman        | 76' Derry John Murkin 80' Jari Vlak            |
| Speelronde 23 24 januari 2020 20:00 Parkstad Limburg Stadion Kerkrade     | Roda JC                                                                              | 2-3                     | FC Volendam                                                              | Nordin Bakker Noah Fadiga (70' Boy Deul), Kevin Visser, Micky van de Ven, Gijs Smal Jari Vlak (70' Marco Tol), Francesco Antonucci, Alex Plat Martijn Kaars, Derry John Murkin, Nick Doodeman (70' Mohamed Betti)            | 24' Gijs Smal 66' Noah Fadiga                  |
| Speelronde 23 24 januari 2020 20:00 Parkstad Limburg Stadion Kerkrade     | 54' Antonio Cotán 64' Jordy Croux                                                    | 0-1 1-1 1-2 2-2 2-3     | 38' Martijn Kaars 59' Martijn Kaars 72' Derry John Murkin                | Nordin Bakker Noah Fadiga (70' Boy Deul), Kevin Visser, Micky van de Ven, Gijs Smal Jari Vlak (70' Marco Tol), Francesco Antonucci, Alex Plat Martijn Kaars, Derry John Murkin, Nick Doodeman (70' Mohamed Betti)            | 24' Gijs Smal 66' Noah Fadiga                  |
| Speelronde 24 31 januari 2020 20:00 Kras Stadion Volendam                 | FC Volendam                                                                          | 2-1                     | Helmond Sport                                                            | Nordin Bakker Mohamed Betti (77' Brian Plat), Kevin Visser, Micky van de Ven, Gijs Smal Jari Vlak, Francesco Antonucci, Alex Plat Martijn Kaars, Derry John Murkin (62' Ibrahim El Kadiri), Nick Doodeman (67' Boy Deul)     | 20' Micky van de Ven                           |
| Speelronde 24 31 januari 2020 20:00 Kras Stadion Volendam                 | 47' Francesco Antonucci                                                              | 1-0 2-0 2-1             | 83' Guus Joppen e.d. 90' +3 Jordy Thomassen                              | Nordin Bakker Mohamed Betti (77' Brian Plat), Kevin Visser, Micky van de Ven, Gijs Smal Jari Vlak, Francesco Antonucci, Alex Plat Martijn Kaars, Derry John Murkin (62' Ibrahim El Kadiri), Nick Doodeman (67' Boy Deul)     | 20' Micky van de Ven                           |
| Speelronde 25 10 februari 2020 20:00 Kalverhoek Wijdewormer               | Jong AZ                                                                              | 1-1                     | FC Volendam                                                              | Nordin Bakker Noah Fadiga (83' Ibrahim El Kadiri), Kevin Visser, Micky van de Ven, Gijs Smal Jari Vlak (72' Marco Tol), Francesco Antonucci, Alex Plat Martijn Kaars, Boy Deul (59' Brian Plat), Nick Doodeman               | 68' Francesco Antonucci                        |
| Speelronde 25 10 februari 2020 20:00 Kalverhoek Wijdewormer               | 87' Ferdy Druijf                                                                     | 0-1 1-1                 | 7' Nick Doodeman                                                         | Nordin Bakker Noah Fadiga (83' Ibrahim El Kadiri), Kevin Visser, Micky van de Ven, Gijs Smal Jari Vlak (72' Marco Tol), Francesco Antonucci, Alex Plat Martijn Kaars, Boy Deul (59' Brian Plat), Nick Doodeman               | 68' Francesco Antonucci                        |
| Speelronde 26 14 februari 2020 20:00 Kras Stadion Volendam                | FC Volendam                                                                          | 1-1                     | Telstar                                                                  | Nordin Bakker Noah Fadiga, Kevin Visser, Micky van de Ven, Gijs Smal Jari Vlak (46' Brian Plat), Francesco Antonucci, Alex Plat Martijn Kaars, Boy Deul (63' Ibrahim El Kadiri), Nick Doodeman (73' Jelle Duin)              |                                                |
| Speelronde 26 14 februari 2020 20:00 Kras Stadion Volendam                |                                                                                      | 1-0 1-1                 | 3' Shayne Pattynama e.d. 34' Glynor Plet                                 | Nordin Bakker Noah Fadiga, Kevin Visser, Micky van de Ven, Gijs Smal Jari Vlak (46' Brian Plat), Francesco Antonucci, Alex Plat Martijn Kaars, Boy Deul (63' Ibrahim El Kadiri), Nick Doodeman (73' Jelle Duin)              |                                                |
| Speelronde 27 24 februari 2020 20:00 Sportcomplex Zoudenbalch Utrecht     | Jong FC Utrecht                                                                      | 2-1                     | FC Volendam                                                              | Nordin Bakker Noah Fadiga, Kevin Visser, Micky van de Ven, Gijs Smal Jari Vlak (73' Boy Deul), Francesco Antonucci, Alex Plat Martijn Kaars, Derry John Murkin (70' Ibrahim El Kadiri), Nick Doodeman (66' Jelle Duin)       |                                                |
| Speelronde 27 24 februari 2020 20:00 Sportcomplex Zoudenbalch Utrecht     | 6' Jeredy Hilterman 52' Odysseus Velanas                                             | 1-0 1-1 2-1             | 20' Martijn Kaars                                                        | Nordin Bakker Noah Fadiga, Kevin Visser, Micky van de Ven, Gijs Smal Jari Vlak (73' Boy Deul), Francesco Antonucci, Alex Plat Martijn Kaars, Derry John Murkin (70' Ibrahim El Kadiri), Nick Doodeman (66' Jelle Duin)       |                                                |
| Speelronde 28 28 februari 2020 20:00 Kras Stadion Volendam                | FC Volendam                                                                          | 2-2                     | Go Ahead Eagles                                                          | Nordin Bakker Noah Fadiga, Kevin Visser, Micky van de Ven, Gijs Smal Jari Vlak (46' Boy Deul), Francesco Antonucci, Alex Plat Martijn Kaars, Derry John Murkin (77' Jelle Duin), Nick Doodeman (56' Ibrahim El Kadiri)       | 83' Martijn Kaars                              |
| Speelronde 28 28 februari 2020 20:00 Kras Stadion Volendam                | 10' Francesco Antonucci 58' Ibrahim El Kadiri                                        | 1-0 1-1 1-2 2-2         | 26' Antoine Rabillard 28' Antoine Rabillard                              | Nordin Bakker Noah Fadiga, Kevin Visser, Micky van de Ven, Gijs Smal Jari Vlak (46' Boy Deul), Francesco Antonucci, Alex Plat Martijn Kaars, Derry John Murkin (77' Jelle Duin), Nick Doodeman (56' Ibrahim El Kadiri)       | 83' Martijn Kaars                              |
| Speelronde 29 6 maart 2020 20:00 Kras Stadion Volendam                    | FC Volendam                                                                          | 4-0                     | Jong Ajax                                                                | Nordin Bakker Noah Fadiga, Brian Plat, Micky van de Ven, Gijs Smal Kevin Visser, Francesco Antonucci, Alex Plat Derry John Murkin (67' Nick Doodeman), Boy Deul (77' Jelle Duin), Ibrahim El Kadiri (86' Darius Johnson)     |                                                |
| Speelronde 29 6 maart 2020 20:00 Kras Stadion Volendam                    | 34' Francesco Antonucci 38' Ibrahim El Kadiri 52' Francesco Antonucci 88' Jelle Duin | 1-0 2-0 3-0 4-0         |                                                                          | Nordin Bakker Noah Fadiga, Brian Plat, Micky van de Ven, Gijs Smal Kevin Visser, Francesco Antonucci, Alex Plat Derry John Murkin (67' Nick Doodeman), Boy Deul (77' Jelle Duin), Ibrahim El Kadiri (86' Darius Johnson)     |                                                |
| Speelronde 30 13 maart 2020 20:00 Goffertstadion Nijmegen                 | NEC Nijmegen                                                                         |                         | FC Volendam                                                              | | 77', 81'                                       |
| Speelronde 30 13 maart 2020 20:00 Goffertstadion Nijmegen                 |                                                                                      |                         |                                                                          | | 77', 81'                                       |
| Speelronde 31 20 maart 2020 20:00 Kras Stadion Volendam                   | FC Volendam                                                                          |                         | Almere City                                                              | | 77', 81'                                       |
| Speelronde 31 20 maart 2020 20:00 Kras Stadion Volendam                   |                                                                                      |                         |                                                                          | | 77', 81'                                       |

### Overzicht
| Speeldag  | 1  | 2 | 3 | 4 | 5 | 6  | 7  | 8  | 9  | 10 | 11 | 12 | 13 | 14 | 15 | 16 | 17 | 18 | 19 | 20 | 21 | 22 | 23 | 24 | 25 | 26 | 27 | 28 | 29 | 30 | 31 | 32 | 33 | 34 | 35 | 36 | 37 | 38 |
| --------- | -- | - | - | - | - | -- | -- | -- | -- | -- | -- | -- | -- | -- | -- | -- | -- | -- | -- | -- | -- | -- | -- | -- | -- | -- | -- | -- | -- | -- | -- | -- | -- | -- | -- | -- | -- | -- |
| Resultaat | g  | w | v | w | v | g  | w  | v  | v  | g  | v  | w  | w  | w  | w  | w  | w  | w  | w  | g  | w  | w  | w  | w  | g  | g  | v  | g  | w  |    |    |    |    |    |    |    |    |    |
| Punten    | 1  | 4 | 4 | 7 | 7 | 8  | 11 | 11 | 11 | 12 | 12 | 15 | 18 | 21 | 24 | 27 | 30 | 33 | 36 | 37 | 40 | 43 | 46 | 49 | 50 | 51 | 51 | 52 | 55 |    |    |    |    |    |    |    |    |    |
| Positie   | 12 | 5 | 9 | 7 | 9 | 11 | 7  | 10 | 10 | 11 | 15 | 13 | 12 | 10 | 7  | 6  | 5  | 4  | 4  | 4  | 4  | 4  | 4  | 3  | 4  | 3  | 3  | 4  | 3  |    |    |    |    |    |    |    |    |    |

## TOTO KNVB beker

### Wedstrijden
| Wedstrijddetails                            | Thuisploeg        | Uitslag | Uitploeg    | Opstelling | Kaarten |
| ------------------------------------------- | ----------------- | ------- | ----------- | --- | ------- |
| Eerste ronde                                |                   |         |             | |         |
| 30 oktober 2019 20:45 Het Kasteel Rotterdam | Sparta Rotterdam  | 1-0     | FC Volendam | Nordin Bakker Mohamed Betti (46' Noah Fadiga), Marco Tol, Micky van de Ven, Gijs Smal Jari Vlak, Kevin Visser, Francesco Antonucci Derry John Murkin, Jelle Duin (76' Darius Johnson), Nick Doodeman (61' Martijn Kaars) |         |
| 30 oktober 2019 20:45 Het Kasteel Rotterdam | 21' Lars Veldwijk | 1-0     |             | Nordin Bakker Mohamed Betti (46' Noah Fadiga), Marco Tol, Micky van de Ven, Gijs Smal Jari Vlak, Kevin Visser, Francesco Antonucci Derry John Murkin, Jelle Duin (76' Darius Johnson), Nick Doodeman (61' Martijn Kaars) |         |

Almere City FC ·
SC Cambuur ·
FC Den Bosch ·
FC Dordrecht ·
FC Eindhoven ·
Excelsior ·
Go Ahead Eagles ·
De Graafschap ·
Helmond Sport ·
Jong Ajax ·
Jong AZ ·
Jong PSV ·
Jong FC Utrecht ·
MVV Maastricht ·
NAC Breda ·
N.E.C. ·
Roda JC Kerkrade ·
Telstar ·
TOP Oss ·
FC Volendam